# Lauren Boles
Lauren Boles (4 december 2003) is een Amerikaanse jeugdactrice. Ze is bekend van de televisieseries Austin & Ally, Glee en Days of our Lives.